# IC 997
IC 997 је спирална галаксија у сазвјежђу Дјевица која се налази на листи објеката дубоког неба у Индекс каталогу.
Деклинација објекта је - 4° 29' 24" а ректасцензија 14h 19m 25,1s. Привидна величина (магнитуда) објекта IC 997 износи 14,2 а фотографска магнитуда 15,1. IC 997 је још познат и под ознакама IC 4401, MCG -1-36-15, PGC 51173.